# Rhys Williams (Schauspieler)
Rhys Williams (* 31. Dezember 1897 in Clydach, Swansea, Wales; † 28. Mai 1969 in Santa Monica, Kalifornien) war ein britischer Theater- und Filmschauspieler.

## Leben
Williams wurde 1897 in einem walisischen Dorf geboren, das als Gemeinde zu Swansea gehört. Im Alter von drei Jahren zog er als Teil einer siebenköpfigen Familie in die Vereinigten Staaten, wo diese sich neben anderen walisischen Einwanderern in Newcastle, Pennsylvania, niederließ und der Vater Arbeit in einem Stahlwerk fand. Seine Karriere als Schauspieler begann Rhys Williams jedoch auf den Theaterbühnen Großbritanniens und reiste mehrere Jahre mit verschiedenen Shakespeare-Truppen umher, etwa mit der legendären Globe Theatre Company. 1937 stand er mit Shakespeares Richard II. erstmals am Broadway auf der Bühne, wo er bis 1949 weitere Male auftrat. 
Sein Leinwanddebüt gab Williams im Alter von 44 Jahren in John Fords preisgekröntem Filmdrama Schlagende Wetter (1941). Der Film spielt im ländlichen Wales, wurde aber ausschließlich in Hollywood mit US-amerikanischen, irischen und schottischen Darstellern gedreht. Ursprünglich wurde Rhys Williams nur als walisischer Berater und Sprachtrainer für die Schauspieler engagiert. Regisseur Ford erkannte jedoch sein Potenzial und gab ihm eine Nebenrolle als Preisboxer Dai Bando. Beim Film war Williams schon bald ein vielbeschäftigter Charakterdarsteller. Als solcher war er in fünf Filmen neben Greer Garson zu sehen, unter anderem in William Wylers Kriegsdrama Mrs. Miniver (1942), Mervyn LeRoys Melodram Gefundene Jahre (1942) und Joseph L. Mankiewicz’ Shakespeare-Verfilmung Julius Caesar (1953). Er spielte eine Reihe von Gaunern und Spionen, wurde aber vor allem für seine sympathischen Figuren bekannt, darunter Priester, Ladenbesitzer, Ärzte, Farmer und Arbeiter.
Ab 1952 trat Williams auch im US-amerikanischen Fernsehen auf und war dabei in zahlreichen Serien zu sehen, so etwa in Superman – Retter in der Not (1953), Alfred Hitchcock präsentiert (1958), Perry Mason (1958), Mutter ist die Allerbeste (1958), Maverick (1960) Bonanza (1960), Dr. Kildare (1963) oder Kobra, übernehmen Sie (1967).
Bis zu seinem Tod war Williams mit Elsie Dvorak (1908–1994) verheiratet, mit der er zwei Söhne hatte. Er starb 1969 im Alter von 71 Jahren in Santa Monica, Kalifornien, noch ehe sein letzter Film Abenteuer in Neuguinea (1970) veröffentlicht wurde. Sein Grab befindet sich im Forest Lawn Memorial Park in Los Angeles.

## Filmografie (Auswahl)
Filme
- 1941: Schlagende Wetter (How Green Was My Valley)
- 1942: This Above All
- 1942: Mrs. Miniver
- 1942: Eagle Squadron
- 1942: Cairo
- 1942: Der freche Kavalier (Gentleman Jim)
- 1942: Underground Agent
- 1942: Gefundene Jahre (Random Harvest)
- 1943: Keine Zeit für Liebe (No Time for Love)
- 1945: Das grüne Korn (The Corn Is Green)
- 1945: Spionage in Fernost (Blood on the Sun)
- 1945: You Came Along
- 1945: Die Glocken von St. Marien (The Bells of St. Mary’s)
- 1946: Die Wendeltreppe (The Spiral Staircase)
- 1946: So Goes My Love
- 1946: The Strange Woman
- 1946: The Imperfect Lady
- 1946: Cross My Heart
- 1947: Die Farmerstochter (The Farmer’s Daughter)
- 1947: The Trouble with Women
- 1947: If Winter Comes
- 1948: Tenth Avenue Angel
- 1948: Schwarze Pfeile (The Black Arrow)
- 1948: Lassies Heimat (Hills of Home)
- 1949: Gefängnis ohne Gitter (Bad Boy)
- 1949: Herr der Unterwelt (The Crooked Way)
- 1949: Die Stadt der rauhen Männer (Fighting Man of the Plains)
- 1949: Tokio-Joe (Tokyo Joe)
- 1949: Die sündige Stadt (The Inspector General)
- 1950: Tyrant of the Sea
- 1950: Den Morgen wirst du nicht erleben (Kiss Tomorrow Goodbye)
- 1950: Blutrache in Montana (The Showdown)
- 1950: Fluch des Blutes (Devil’s Doorway)
- 1950: In der Hölle von Missouri (California Passage)
- 1951: Das Schwert von Monte Christo (The Sword of Monte Cristo)
- 1951: Lightning Strikes Twice
- 1951: Never Trust a Gambler
- 1951: Der Gauner und die Lady (The Law and the Lady)
- 1951: Das zweite Gesicht des Dr. Jekyll (The Son of Dr. Jekyll)
- 1951: Begegnung in Tunis (The Light Touch)
- 1952: Meuterei auf dem Piratenschiff (Mutiny)
- 1952: Okinawa
- 1952: Stärker als Ketten (Carbine Williams)
- 1952: Sturmfahrt nach Alaska (The World in His Arms)
- 1952: Die Legion der Verdammten (Les Miserables)
- 1953: Meet Me at the Fair
- 1953: Julius Caesar
- 1953: Skandal um Patsy (Scandal at Scourie)
- 1953: Bad for Each Other
- 1953: Der unheimliche Untermieter (Man in the Attic)
- 1954: Johnny Guitar – Wenn Frauen hassen (Johnny Guitar)
- 1954: Der eiserne Ritter von Falworth (The Black Shield of Falworth)
- 1954: Rhythmus im Blut (There’s No Business Like Show Business)
- 1955: Urlaub bis zum Wecken (Battle Cry)
- 1955: Ein Mann liebt gefährlich (Many Rivers to Cross)
- 1955: How to Be Very, Very Popular
- 1955: Der Mann aus Kentucky (The Kentuckian)
- 1955: Der scharlachrote Rock (The Scarlet Coat)
- 1955: Des Königs Dieb (The King’s Thief)
- 1956: Mohawk
- 1956: Im Dunkel der Nacht (Nightmare)
- 1956: Die erste Kugel trifft (The Fastest Gun Alive)
- 1956: The Boss
- 1956: The Desperados Are in Town
- 1957: Ein Kerl wie Dynamit (The Restless Breed)
- 1957: Das Land des Regenbaums (Raintree County)
- 1958: König der Spaßmacher (Merry Andrew)
- 1960: Mitternachtsspitzen (Midnight Lace)
- 1965: Die vier Söhne der Katie Elder (The Sons of Katie Elder)
- 1966: Derek Flint schickt seine Leiche (Our Man Flint)
- 1966: Brigadoon (TV-Film)
- 1970: Abenteuer in Neuguinea (Skullduggery)

Fernsehserien
- 1952–1955: Cavalcade of America (fünf Folgen)
- 1953: Superman – Retter in der Not (Adventures of Superman) (eine Folge)
- 1953: I’m the Law (eine Folge)
- 1953: Make Room for Daddy (eine Folge)
- 1953: Topper (eine Folge)
- 1954: The Lone Wolf (eine Folge)
- 1954: Adventures of the Falcon (eine Folge)
- 1955: The Man Behind the Badge (eine Folge)
- 1955: Kings Row (eine Folge)
- 1955: Wenn man Millionär wär (The Millionaire) (eine Folge)
- 1955: Waterfront (drei Folgen)
- 1955: Geschichten, die der Alltag schrieb (TV Reader’s Digest) (zwei Folgen)
- 1956: Climax! (eine Folge)
- 1956: Ihr Star: Loretta Young (Letter to Loretta) (eine Folge)
- 1956: Crossroads (eine Folge)
- 1956: The Adventures of Ellery Queen (eine Folge)
- 1957: Alfred Hitchcock präsentiert (Alfred Hitchcock Presents) (eine Folge)
- 1958: The Further Adventures of Ellery Queen (eine Folge)
- 1958: Perry Mason (eine Folge)
- 1958: Mutter ist die Allerbeste (The Donna Reed Show) (eine Folge)
- 1958/1962: Wagon Train (zwei Folgen)
- 1959: Philip Marlowe (eine Folge)
- 1959: Riverboat (eine Folge)
- 1959–1960: Im letzten Augenblick (Troubleshooters) (zwei Folgen)
- 1959–1960: Westlich von Santa Fé (The Rifleman) (sechs Folgen)
- 1960: Disneyland (zwei Folgen)
- 1960: Maverick (eine Folge)
- 1960: Wells Fargo (eine Folge)
- 1960: Bat Masterson (eine Folge)
- 1960: Bonanza (eine Folge)
- 1960: Peter Gunn (eine Folge)
- 1960: Adventures in Paradise (eine Folge)
- 1960/1961: Josh (Wanted: Dead Or Alive) (zwei Folgen)
- 1961: Outlaws (eine Folge)
- 1961–1962: The Law and Mr. Jones (drei Folgen)
- 1962: The Real McCoys (eine Folge)
- 1963: Stationsarzt Dr. Kildare (Dr. Kildare) (eine Folge)
- 1963: Temple Houston (eine Folge)
- 1964: 77 Sunset Strip (eine Folge)
- 1964/1966: 12 O’Clock High (zwei Folgen)
- 1965: Zivilcourage (Profiles in Courage) (eine Folge)
- 1966: Verrückter wilder Westen (The Wild Wild West) (eine Folge)
- 1966: FBI (The F.B.I.) (zwei Folgen)
- 1967: Kobra, übernehmen Sie (Mission: Impossible) (eine Folge)
- 1967: The Andy Griffith Show (eine Folge)
- 1967: Invasion von der Wega (The Invaders) (eine Folge)
- 1969: Here Come the Brides (eine Folge)
- 1969: Mannix (eine Folge)